# Пресідіо Модело
Пресідіо Модело — колишня «зразкова в’язниця» з дизайном паноптикуму, побудована на острові Ісла-де-Пінос («Острів сосен»), нині Ісла-де-ла-Хувентуд («Острів молодості») на Кубі. Розташована у приміському кварталі Чакон, Нуева-Херона.

## Історія

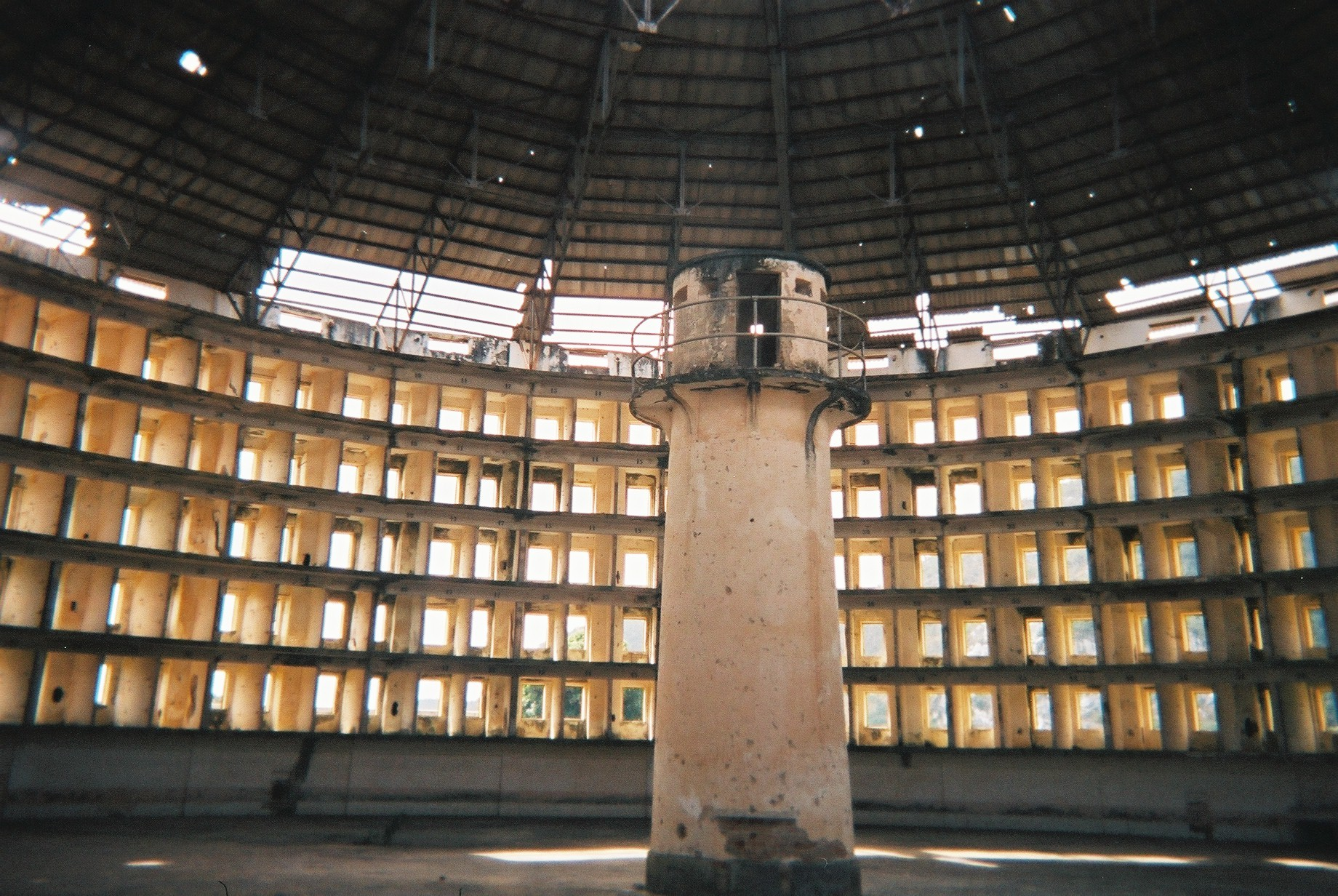
Всередині однієї з будівель

В'язниця була побудована за президента, який став диктатором, Херардо Мачадо в період з 1926 по 1928 рік П'ять круглих блоків із камерами, побудованими ярусами навколо центральних спостережних постів, були зведені з місткістю до 2500 в'язнів. Конструкція паноптикуму дозволяла охоронцям постійно спостерігати за в'язнями.
Більшість тих, хто вижив після нападів повстанців на казарми Монкада в липні 1953 року — включаючи Фіделя Кастро та його брата Рауля Кастро — були ув'язнені там. Більшість з них залишались у в'язниці до 1955 року. У той час у чотирьох круглих будівлях розміщувалось 6000 чоловік, кожен поверх був заповнений сміттям, не було водопроводу, харчові пайки були мізерними, а уряд забезпечував лише найнеобхідніше. Однак Кастро та інших повстанців не утримували в круглих будівлях з їхніми невеликими камерами та суворими умовами, а натомість їх утримували в лікарняному крилі, яке мало більшу житлову площу з кращими ліжками та умовами проживання, про що деякі люди відгукувались як про «умови розкоші». 
Диктатор Фульхенсіо Батіста зробив помилку, розмістивши всіх змовників у лікарняному крилі, бо вони почали розглядати це як революційний навчальний табір, збираючись для щоденних уроків політики та таємного спілкування з прихильниками по всій Кубі. «Яка фантастична школа ця в'язниця!» Кастро написав у листі. «Звідси я можу закінчити формування свого бачення світу..».
Після приходу до влади Кастро у 1959 році Пресідіо Модело продовжувала діяти. До 1961 року через переповненість (одночасно до 4000 ув'язнених) тут відбувалися різноманітні заворушення та голодування, особливо перед вторгненням у Бухту Свиней, коли було дано наказ облаштувати тунелі під всією в'язницею з кількома тоннами тротилу.
Видатні кубинські політичні в'язні, такі як Армандо Вальядарес, Роберто Мартін Перес та Педро Луїс Бойтель утримувалися там у той чи інший період ув'язнення. У 1967 році в'язниця була закрита урядом.
Зараз в'язниця функціонує як музей і оголошена національною пам'яткою. Стара адміністративна будівля нині служить школою та науковим центром.

## Зовнішні посилання
- Presidio Modelo (Isla de la Juventud) at EcuRed (in Spanish)